# Giambattista Donati
Giambattista Donati (também conhecido como Giovanni Battista Donati; Pisa, 16 de dezembro de 1826 — Florença, 19 de setembro de 1873) foi um astrônomo italiano.
A cratera lunar Donati, o cometa C/1858 L1 (Donati) e o asteroide 16682 Donati são denominados em sua homenagem.